# Srce je lovac samotan
Srce je lovac samotan je roman američke književnice Carson McCullers, prvi put objavljen 1940. Radnja je smješten u Georgiju kasnih tridesetih godina 20. stoljeća. Po objavljivanju je postao bestseller, a jednako je cjenjen od čitatelja i kritike.
Godine 1998. Moderna knjižnica ga je stavila na sedamnaesto mjesto na listi 100 najboljih romana na engleskom jeziku 20. stoljeća. 1968. je adaptiran u istoimeni film.

## Radnja
Radnja je smještena u jedan gradić u američkoj saveznoj državi Georgiji krajem 1930-tih. Glavni lik je gluhonijemi John Singer koji živi zajedno s također gluhonijemim Spirosom Antonapoulosom. Singeru teško padne kad Antonapoulos oboli od shizofrenije i mora biti premješten u sanatorij. Singer poslije toga održava vezu s četvoro prijatelja koji ga redovito posjećuju i povjeravaju mu se.
Jedan od njih je Biff Brannon, vlasnik kafića New York u koji Singer redovito zalazi. Njegova supruga Alice umire od tumora. Često ga posjećuje šurjakinja Lucile koju je suprug zlostavljao. Ona se posebice brine za svoju kćer Baby i plaća joj satove plesa. Baby će se kasnje opasno ozlijediti u igri što će joj u potpunosti promijeniti život. Biff je utučen zbog smrti supruge i činjenice što nije ima djece.
Singerov prijatelj je i Jake Blount. On je težak alkoholičar kojeg uništava sklonost piću. On je po uvjerenju komunist koji je frustriran kapitalističkim svijetom i želio bi provesti radničku revoluciju. Njegove ideje su uglavnom ismijavane što ga potiče na daljnje samouništavanje.
Singeru se povjerava i Dr. Copeland. On je uspiješan liječnik i afroamerikanac. Frustriran je rasnom segregacijom i odnosom bijelaca prema crncima. Njegova kći Portia radi kao sluškinja. Njegov sin Willie završava u zatvoru gdje se s njim okrutno postupa tako da dobije gangrenu i izgubi stopala. Copeland je bijesan i okreće se marksističkoj ideologiji, ali svjestan je da ne može ništa promijeniti.
U krug Singerovih prijatelja ubraja se i djevojka na pragu sazrijevanja Mick Kelly. Ona dolazi iz siromašne obitelji i vrijeme provodi čuvajući mlađu braću. Jedan od njih, Bubber, u igri zračnom puškom pogodi Baby Wilson u glavu, što uzrokuje njegovu krajnju povučenost. Mick je u vezi s židovskim mladićem Harryjem koju uništi njihov prvi spolni odnos. Zanima ju klasična glazba i sanja o tome da nauči svirati. Na kraju će odbaciti snove i zaposliti se.
Roman završava Singerovim samoubojstvom.